# The Lost Vikings
The Lost Vikings er et videospil, udgivet til bl.a. SNES, PC og senere Game Boy Advance. 

## Historie
The lost Vikings blev udgivet i 1993 af Silicon & Synapse bedre kendt som Blizzard  Entertainment

## Handling
Tre vikinger bliver kidnappet af et rumskib og bragt ind i fremtiden. Deres mission er nu at befri verden, og sammen må de hjælpe hinanden gennem farene der lurer. Lederen af gruppen, Erik, er kendetegnet ved at han er hurtig og dermed kan hoppe og bryde gennem mure ved at løbe ind i dem for fuld kraft. Baleog er krigeren, med en bue og pil som ikke blot kan bruges mod fjender, men også til at ramme knapper som ikke ellers kan nås. Olaf har som den eneste et skjold, hvilket der kan gøres brug af mod fjender, men også ved høje steder hvor skjoldet kan bruges som faldskærm. Spilleren skifter frem og tilbage mellem de tre vikinger, og skal løse gåder for at komme gennem banerne.